# Double-Cross-System
Das Double-Cross-System oder XX System war eine Täuschungsaktion des britischen Geheimdiensts (meist als MI5 bezeichnet) im Zweiten Weltkrieg. Deutsche Agenten, die in Großbritannien gefasst und umgedreht wurden oder sich selbst meldeten, wurden von den Briten benutzt, um falsche Informationen an ihre deutschen Auftraggeber zu schicken. Die Operationen wurden vom Twenty Committee unter Vorsitz von John Cecil Masterman geleitet, wobei der Name des Komitees aus der römischen Schreibweise XX (d. h. doppeltes Kreuz) für die Zahl 20 abgeleitet wurde.
Das MI5 benutzte das System ursprünglich für die Spionageabwehr und erst später für Täuschungsmanöver. Einige deutsche Agenten der Abwehr und des Sicherheitsdiensts (SD) wurden verhaftet, als sie Großbritannien erreichten oder durch elementare Fehler auffielen, während sich andere selbst den britischen Behörden stellten. Außerdem gab es falsche Agenten, die den deutschen Geheimdiensten Agententätigkeit versprachen, wenn sie in das Vereinigte Königreich gebracht würden, z. B. Nathalie Sergueiew (Treasure) und Roger Grosjean (Fido). Später befahl die ahnungslose Abwehr deutschen Agenten, andere bereits vor Ort befindliche Agenten zu kontaktieren, die sich bereits unter der Kontrolle der Briten befanden. Nach dem Krieg wurde festgestellt, dass alle von Deutschland in das Vereinigte Königreich geschickten Agenten entweder aufgegeben hatten oder verhaftet waren, mit Ausnahme eines Selbstmords.

## Frühe Agenten
Nach einer Konferenz im Juli 1940 in Kiel startete die Abwehr, der militärische Geheimdienst der Reichswehr und Wehrmacht, Aktionen gegen Großbritannien mit dem Ziel der Spionage und Sabotage. Agenten wurden vom europäischen Festland über verschiedene Wege eingeschleust. Einige sprangen mit dem Fallschirm ab oder wurden mit U-Booten vor Ort gebracht; andere reisten mit gefälschten Ausweisen ein oder gaben sich als Flüchtlinge aus. In Großbritannien gab es das Gerücht, dass das Land voll von gut ausgebildeten deutschen Spionen sei, die tief in der Gesellschaft integriert wären. Die spy-mania, wie sie Winston Churchill nannte, war weit verbreitet, obwohl zwischen September und November 1940 weniger als 25 Agenten im Land ankamen. Sie kamen meist aus Osteuropa und waren schlecht ausgebildet und wenig motiviert.
Die Agenten waren leicht zu enttarnen, und das Brechen der Verschlüsselung der deutschen Enigma machte es noch einfacher. Durch die Kenntnis bevorstehender Infiltrationen konnte das MI5 fast alle Spione aufdecken. Die gefangenen Agenten wurden entweder eingesperrt, getötet oder als Doppelagenten verpflichtet. Letztere Maßnahme hatte mehrere Vorteile: Man erfuhr, an welchen Informationen die Abwehr interessiert war, konnte sie mit Ablenkungsmanövern durch falsche Informationen irreführen, und vom Einschleusen weiterer Agenten abhalten, solange sie vom Funktionieren des operativen Netzwerks überzeugt war. Schon 1941 „betrieb“ das MI5 sozusagen das deutsche Agentensystem im Vereinigten Königreich.

## Operative Methoden
Vorzugsweise kommunizierten die Agenten mit ihren Führern durch Steganographie. Briefe wurden durch die staatliche Zensur abgefangen und einige Agenten festgenommen. Später setzten die Deutschen Funkgeräte ein. Schließlich wurden Übertragungen der Doppelagenten durch die Verlegung des Betriebs der Funkanlage in das Hauptquartier des MI5 erleichtert. Handschriftliche Anweisungen der Abwehr und des SD konnten bald dechiffriert werden, und die Entschlüsselung von Enigma-Nachrichten folgte schon 1940. Das Abhören erlaubte eine genaue Einschätzung, ob die deutsche Seite den Doppelagenten wirklich vertraute und was die Informationen bewirkten.
Ein entscheidender Aspekt des Double-Cross-Systems war die Notwendigkeit, sowohl echte Informationen als auch Täuschungen zu verschicken. Anfänglich sträubte man sich gegen die Freigabe von Information, auch wenn es sich um wenige relativ unbedeutende Geheimnisse handelte. Später im Krieg, als das System besser organisiert war, wurden echte Informationen in das Material eingebettet. Es wurde u. a. benutzt, um das GEE-Funknavigationssystem der alliierten Bomber zu verschleiern.:ch 25 Einer der Agenten sandte echte Informationen über die Operation Torch an die Abwehr. Der Bericht wurde vor der Landung abgestempelt, aber aufgrund von Verzögerungen, die von den britischen Behörden absichtlich herbeigeführt wurden, erreichte die Information die Deutschen erst, nachdem die alliierten Truppen in Nordafrika an Land gegangen waren. Die Information beeindruckte die Deutschen, da sie anscheinend aus der Zeit vor dem Angriff stammte, obwohl sie militärisch nutzlos war.

## Operationen außerhalb Großbritanniens
Das System wurde nicht nur in Großbritannien angewandt. Eine Anzahl von Agenten wurden im neutralen Spanien und in Portugal platziert. Einige hatten sogar direkten Kontakt mit den Deutschen im besetzten Europa. Einer der berühmtesten Agenten war Dušan Popov (Tricycle). Joan Pujol García (Garbo) überzeugte als unabhängiger Agent von Portugal aus auf der Basis von Reiseführern, Karten und einer sehr lebhaften Vorstellungskraft seine Führer in der Abwehr davon, dass er vor Ort in Großbritannien spionierte. Er erfand ein Netzwerk von Phantom-Agenten und überzeugte schließlich die britischen Behörden von seiner Nützlichkeit. Er und sein fingiertes Netzwerk wurden in das Double-Cross-System eingebunden, so überzeugend, dass die Abwehr nach 1942 keine weiteren Agenten mehr nach Großbritannien einschleuste und von den gefälschten Nachrichten Garbos und anderer Doppelagenten abhängig wurde.

## Operation Fortitude und Landung der Alliierten am D-Day
Die Briten nutzten ihr Netzwerk von Doppelagenten, um die Operation Fortitude zu unterstützen, mit dem sie die Deutschen über den Ort der Landung der Alliierten (D-Day) in der Normandie täuschten (Operation Overlord). Einen Doppelagenten behaupten zu lassen, er hätte Dokumente der Invasionspläne gestohlen, hätte Verdacht erregt, stattdessen durften die Agenten nur Kleinigkeiten wie Abzeichen an den Uniformen der Soldaten und Einheitsmarkierungen an Fahrzeugen melden. Die Beobachtungen in den südlich-zentralen Gebieten Englands lieferten weitgehend genaue Informationen über die dort befindlichen Einheiten. In Berichten aus Südwestengland wurden nur wenige Truppensichtungen angegeben, während in Wirklichkeit viele Einheiten dort untergebracht waren. Berichte aus dem Südosten stellten tatsächliche und fiktive Kräfte der US-amerikanischen Operation Quicksilver dar.
Die deutschen militärischen Planer gingen davon aus, dass für eine Invasion Europas von England aus die alliierten Streitkräfte im ganzen Land verteilt werden mussten, wobei die Einheiten, die zuerst landen sollten, am nächsten zum Invasionspunkt platziert werden mussten. Der deutsche Nachrichtendienst erstellte aus den Agentenberichten eine vermutete Schlachtordnung der alliierten Streitkräfte, die den Schwerpunkt der Invasionsstreitkräfte gegenüber Pas de Calais, dem Punkt an der französischen Küste, der England am nächsten lag und daher ein wahrscheinlicher Invasionsort war, annahm. Die Täuschung war so effektiv, dass die Deutschen 15 Divisionen in der Nähe von Calais in Reserve hielten, auch nachdem die Invasion in der Normandie begonnen hatte, die sie als Ablenkungsmanöver von der Hauptinvasion in Calais vermuteten. Frühe Gefechtsberichte über Abzeichen der alliierten Einheiten bestätigten die Informationen, die die Doppelagenten übermittelt hatten, und stärkten das Vertrauen der Deutschen in ihr Netzwerk. Nach der Invasion wurde Agent Garbo in Funksprüchen aus Deutschland darüber informiert, dass er mit dem Eisernen Kreuz ausgezeichnet worden war.
Der Doppelagent Johnny Jebsen (Johnny) wurde am 29. April 1944 in ein Lissaboner Büro bestellt, dort überwältigt, betäubt und nach Berlin ins Hauptquartier der Gestapo gebracht, verhört und gefoltert. Die Briten erfuhren von der Festnahme und befürchteten, er werde vom wahren Ort der Invasion berichten, was er aber nicht tat.:S. 273, 273–278 Er kam ins KZ Sachsenhausen, wurde im Februar 1945 erneut verhört und getötet.

## Täuschungen beim Einsatz der V-1 und V-2
Die Briten bemerkten während der V-1-Flugbombenangriffe im Sommer 1944, dass die Waffen 3–5 km vor dem Trafalgar Square einschlugen, während den Briten die tatsächlichen Ziele der Luftwaffe wie die Tower Bridge unbekannt waren. Duncan Sandys, Mitglied der Regierung im War Office, wurde angewiesen, von MI5 kontrollierte deutsche Agenten wie Eddie Chapman (Zig Zag) und Wulf Schmidt (Tate) dazu zu bringen, die V-1-Einschläge an Deutschland zurückzumelden. Um die Deutschen dazu zu bringen, zu kurz zu zielen, nutzten die Briten diese Doppelagenten, die Anzahl der in Nord- und West-London fallenden V-1 zu übertreiben und diejenigen im Süden und Osten zu untertreiben.:ch 44 Um den 22. Juni 1944 wurde nur einer von sieben Einschlägen südlich der Themse gemeldet, obwohl 75 % der V-1 dort eingeschlagen waren. Obwohl eine Stichprobe mit Radio-Transmittern der Einschläge der V-1 zeigte, dass sie zu kurz geflogen waren, wurden die Telemetriedaten zugunsten der Berichte der Agenten ignoriert.
Als die Deutschen einen falschen Bericht über beträchtliche Schäden in Southampton – das jedoch kein Ziel war – erhielten, wurden die V-1 vorübergehend auf die Häfen der Südküste gerichtet. Die Täuschung durch das Double-Cross-System führte nicht nur zu ungenauem Zielen, sondern löste auch eine „Umstellung“ der Zielvorgabe aus. Als V-1, die am 7. Juli 1944 von Heinkel He 111 abgefeuert wurden, ungenau in Southampton einschlugen, empfahl der britische Berater Frederick Lindemann, dass die Agenten schwere Verluste melden sollten, um Hunderte von Londonern pro Woche zu retten, jedoch auf Kosten nur weniger Leben in den englischen Häfen. Als das Kabinett am 15. August 1944 von der Täuschung erfuhr, lehnte Innenminister Herbert Stanley Morrison sie ab und erklärte, dass sie nicht das Recht hätten, zu entscheiden, dass jemand sterben sollte, damit andere überleben sollten. Reginald Victor Jones weigerte sich jedoch, den Plan ohne schriftliche Anweisungen abzubrechen. Da sie ausblieben, ließ er die Täuschung fortsetzen.:S. 422
Als die Angriffe mit V-2-Raketen begannen, bei dem nur wenige Minuten zwischen Abschuss und Einschlag lagen, wurde die Täuschung verstärkt. Die durch die Bombardierung beschädigten Orte, die durch Luftaufklärung als Einschläge im Zentrum Londons verifiziert werden konnten, wurden jeweils einem früheren Angriff zugeordnet, der 8–10 km vor dem Zentrum Londons eingeschlagen war. Von Mitte Januar bis Mitte Februar 1945 verlagerte sich der mittlere Punkt der V-2-Einschläge mit einer Rate von einigen Kilometern pro Woche nach Osten, wobei immer mehr V-2 kurz vor dem Zentrum Londons einschlugen. Von den auf London gerichteten V-2 landete mehr als die Hälfte außerhalb der Londoner Zivilschutzregion.:S. 459